# Джо О'Донъл
Джоузеф Роджър О'Донъл (на английски: Joe O'Donnell, 7 май 1922 г. – 9 август 2007 г.) е американски режисьор на документални филм, фотожурналист и фотограф за Информационната агенция на САЩ.

## История
Роден в Джонстаун, Пенсилвания, най-известната му работа е фотографирането непосредствено след експлозиите на атомните бомби в Нагасаки и Хирошима, Япония, през 1945 г. и 1946 г. като фотограф на ВМС. Една от най-популярните му творби е „Момчето, стоящо до крематориума“.

## Полемики
След отпечатването на неговия некролог в пресата възникна полемика. Някои от снимките, които са приписани на О'Донъл, всъщност са направени от други фотографи. Например снимка на Джон Ф. Кенеди-младши, който отдава чест по време на погребението на баща си през 1963 г., е заснета от Стан Стърнс за United Press International, а не от О'Донъл. По същия начин О'Донъл претендира за заслугата за снимка, показваща Сталин, Рузвелт и Чърчил по време на среща в Техеран, Иран през 1943 г., но не е известно О'Донъл да е присъствал в Техеран по това време.
Синът на О'Донъл приписва някои от заслугите на баща си за работата на другите на появата на деменция през 90-те години.